# Ахмедьянов, Данил Уелович
Данил Уелович Ахмедьянов (21 ноября 1990 года) — российский самбист, призёр чемпионата России по боевому самбо, мастер спорта России. Выступал в легчайшей весовой категории (до 52 кг). Тренировался под руководством М. Я. Яйтакова и Б. Ю. Бачимова. 27 октября 2014 года приказом министра спорта России В. Л. Мутко ему было присвоено звание мастера спорта России.

## Спортивные достижения
- Чемпионат России по боевому самбо 2014 года — ;